# 1949 na televisão

## Nascimentos
| Data           | Nome                          | Profissão                                                                                    | Nacionalidade  | Observações | Ref   |
| -------------- | ----------------------------- | -------------------------------------------------------------------------------------------- | -------------- | ----------- | ----- |
| 19 de janeiro  | Juliana Carneiro da Cunha     | atriz                                                                                        | Brasil         |             |       |
| 24 de janeiro  | John Belushi                  | comediante                                                                                   | Estados Unidos | m. 1982     | [ 1 ] |
| 8 de fevereiro | Florinda Meza                 | atriz, diretora, produtora, escritora, dançarina e cantora                                   | México         |             |       |
| 1 de abril     | Ana Maria Braga               | apresentadora de televisão                                                                   | Brasil         |             |       |
| 18 de abril    | Antônio Fagundes              | ator                                                                                         | Brasil         |             |       |
| 11 de maio     | Bete Mendes                   | atriz                                                                                        | Brasil         |             |       |
| 11 de maio     | Márcia Rodrigues              | atriz                                                                                        | Brasil         |             |       |
| 12 de maio     | Tizuka Yamasaki               | diretora de cinema e televisão                                                               | Brasil         |             |       |
| 12 de maio     | Elizabeth Jhin                | roteirista, autora de telenovelas e escritora                                                | Brasil         |             |       |
| 18 de maio     | Mila Moreira                  | atriz, escritora, produtora, jornalista, modelo, apresentadora de tv, empresária e psicóloga | Brasil         | m. 2021     | [ 2 ] |
| 26 de maio     | Philip Michael Thomas         | ator                                                                                         | Estados Unidos |             |       |
| 15 de agosto   | Glória Maria                  | jornalista, apresentadora de tv                                                              | Brasil         | m. 2023     | [ 3 ] |
| 6 de setembro  | Lionel Fischer                | ator, autor e diretor                                                                        | Brasil         |             |       |
| 3 de outubro   | José Mayer                    | ator                                                                                         | Brasil         |             |       |
| 9 de outubro   | Maria Cláudia                 | atriz                                                                                        | Brasil         |             |       |
| 28 de novembro | Luiz Fernando Guimarães       | ator e comediante                                                                            | Brasil         |             |       |
| 22 de dezembro | María Antonieta de las Nieves | atriz                                                                                        | México         |             |       |

## Mortes
| Data | Nome | Profissão | Nacionalidade | Observações | Ref |
| ---- | ---- | --------- | ------------- | ----------- | --- |